# Живко Гоцић
Живко Гоцић (22. август 1982) бивши је српски ватерполиста. Са репрезентацијом Србије освојио је златне медаље на Европском првенству 2006. у Београду, на Светском првенству 2009. у Риму, Европском првенству 2012. у Ајндховену.
На Олимпијским играма у Рију 2016. са репрезентацијом Србије је освојио златну медаљу. Има још две олимпијске бронзе, освојене у Пекингу 2008. и Лондону 2012.
Играо је у Партизану, Нишу, Ортиђи, московском Динаму, италијанској Латини, а  2011. постао је члан мађарског Солнока. У Солноку је 2018. године завршио играчку каријеру и одмах потом изабран за првог тренера сениорске екипе. Од 2022. је тренер ВК Нови Београд.
Од децембра 2013. до 2016. био је капитен репрезентације Србије.

## Клупски трофеји
- Првенство СР Југославије 2001/02. -  Шампион са Партизаном
- Куп СР Југославије 2001/02. - Победник са Партизаном
- Првенство Србије 2007/08, 2008/09. и 2009/10. -  Шампион са Партизаном
- Куп Србије 2007/08, 2008/09. и 2009/10. - Победник са Партизаном
- Евроинтер лига 2009/10. - Победник са Партизаном
- Првенство Мађарске 2014/15. -  Шампион са Солноком
- Куп Мађарске 2014/15. - Победник са Солноком